# Socha svatého Floriána (Velká Ledhuje)
Socha svatého Floriána je pozdně barokní pískovcová socha z roku 1779 na rozcestí ve Velké Ledhuji, části města Police nad Metují v okrese Náchod. Socha je chráněna jako kulturní památka od 4. listopadu 1994.

## Popis
Socha s podstavcem je vysoká 3,2 metru. Na čelní straně podstavce je znak broumovského opatství s monogramem SAB (Stephanus Rautenstrauch Abbas Braumensis) a chronogram humanistickou majuskulou:
SANCTO

FLORIANO

MARTVRI

EXVOTO

DICAVIT

Vrchní část podstavce je zakončena profilovanou římsou zdobenou lasturou.
Postava svatého Floriána je esovitě prohnuta. Levou nohou spočívá na malém podstavci s autorskými iniciálami M:K:. Postava světce má obvyklé atributy: v pravé ruce vědro, kterým hasí hořící dům, v levé ruce prapor zakončený zlacenou cibulovitou bání.